# Reginald Hill
Reginald Charles Hill, (ur. 3 kwietnia 1936 w West Hartlepool – zm. 12 stycznia 2012 w Ravenglass) – angielski pisarz, autor powieści kryminalnych, m.in. o policjantach Dalziel i Pascoe.

## Książki

### Seria Dalziel i Pascoe
Wydawnictwo Nowa Proza, tłumaczył Wojciech Szypuła
- Małe sprzątanko, A Pinch of Snuff, 1978, wyd. polskie 2010
- Okrutna miłość, A Killing Kindness, 1980, wyd. polskie 2011
- Ścięte głowy, Deadheads, 1983, wyd. polskie 2011
- Ostatnie słowa, Exit Lines, 1984, wyd. polskie 2011